# Phân họ Cam đá
Phân họ Cam đá (danh pháp khoa học: Pothoideae) là một phân họ thực vật có hoa trong họ Ráy (Araceae).

## Hình ảnh

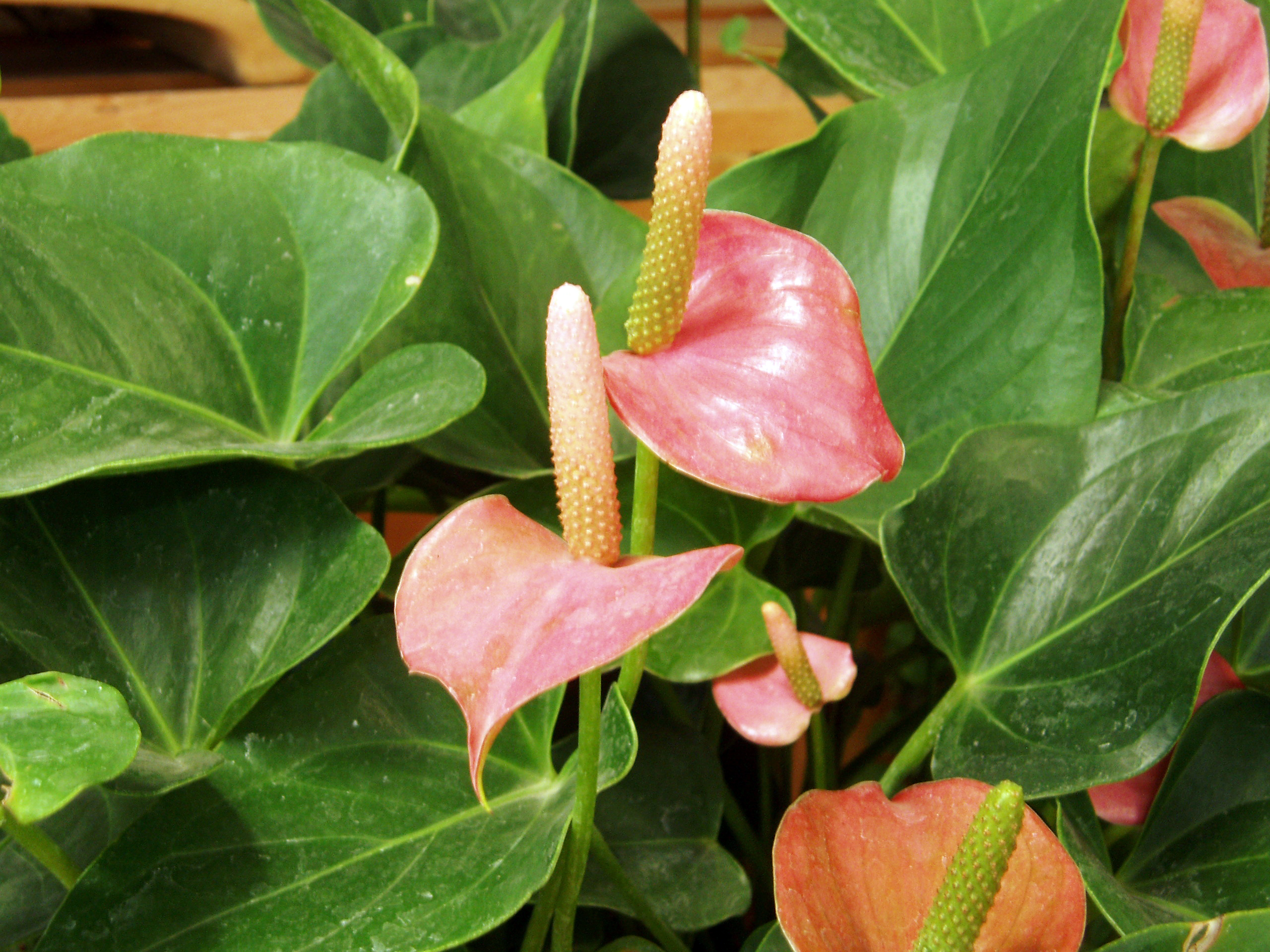

## Các chi
Phân họ này bao gồm 4 chi là:
- Anthurium: Hồng môn
- Pedicellarum
- Pothos: Cam đá
- Pothoidium: Giả cam đá